# Dreikampf-Weltmeisterschaft für Nationalmannschaften 1992

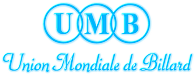
Logo UMB (ausrichtender Verband)

Die Dreikampf-Weltmeisterschaft für Nationalmannschaften 1992 war das vierte Mannschaftsturnier im Dreikampf. Das Turnier fand vom 18. bis zum 21. Juni 1992 in Essen statt.

## Geschichte
Mit einer Überraschung endete die Dreikampf-Weltmeisterschaft für Nationalmannschaften (World-Team-Championship (WTC)) 1992. Österreich wurde erstmals Weltmeister. Nach dem glatten Gruppensieg schlugen sie im Halbfinale und im Finale die favorisierten Niederlande und Belgien jeweils mit 4:2. Platz drei belegten die Niederlande durch einen 4:2-Sieg gegen Titelverteidiger Deutschland.

## Gemeldete Mannschaften
| Disziplin  | Ägypten      | Belgien          | Deutschland A    |
| ---------- | ------------ | ---------------- | ---------------- |
| Einband    | Mohsen Fouda | Frédéric Caudron | Wolfgang Zenkner |
| Cadre 71/2 | Zein Abdou   | Eddy Leppens     | Fabian Blondeel  |
| Dreiband   | Maged Elias  | Kurt Ceulemans   | Hans-Jürgen Kühl |

| Disziplin  | Deutschland B      | Frankreich      | Italien       |
| ---------- | ------------------ | --------------- | ------------- |
| Einband    | Thomas Wildförster | Brahim Djoubri  | Antonio Oddo  |
| Cadre 71/2 | Martin Horn        | Jean Arnaud     | Luigi Natale  |
| Dreiband   | Christian Rudolph  | Robert Weingart | Marco Zanetti |

| Disziplin  | Japan             | Niederlande   | Österreich      |
| ---------- | ----------------- | ------------- | --------------- |
| Einband    | Yoichiro Mori     | Jos Bongers   | Franz Stenzel   |
| Cadre 71/2 | Nobuaki Kobayashi | Piet Adrichem | Stephan Horvath |
| Dreiband   | Reiji Ichinose    | Dick Jaspers  | Christoph Pilss |

| Disziplin  | Schweiz           | Spanien       | Tschechoslowakei |
| ---------- | ----------------- | ------------- | ---------------- |
| Einband    | Armin Grimm       | José Albert   | Jan Musil        |
| Cadre 71/2 | Sotiris Psiskonis | Rafael Garcia | Herman Onderka   |
| Dreiband   | Andreas Efler     | Cayo Munoz    | Ivo Gazdos       |

## Turniermodus
Es wurde mit drei Mannschaften pro Gruppe im Round-Robin-System gespielt. Die Gruppensieger zogen ins Halbfinale ein.
Die Spieldistanzen:
Einband: 100 Punkte.
Cadre 71/2: 200 Punkte
Dreiband: Gruppenspiele: 2 GS bis 15 Punkte. Ab Halbfinale: 3 GS bis 15 Punkte.
Bei einem Unentschieden (Einband, Cadre 71/2) wurde eine Verlängerung bis 10 % der Partiedistanz gespielt.
Die Wertung für die Endtabelle:
1. MP = Matchpunkte
2. PP = Partiepunkte
3. VMGD = Verhältnismäßiger Mannschafts Generaldurchschnitt

## Spiele

### Gruppe A
| Disziplin           | Name                | MP  | PP       | Pkt. | Aufn. | GD    | BED   | HS  | VGD   |
| ------------------- | ------------------- | --- | -------- | ---- | ----- | ----- | ----- | --- | ----- |
| (61,64) vs. (46,37) | (61,64) vs. (46,37) | 2:0 | 4:2      |      |       |       |       |     |       |
| Einband             | José Albert         | –   | 0:2      | 97   | 20    | 4,85  | –     | 25  | 59,28 |
| Einband             | Yoichiro Mori       | –   | 2:0      | 100  | 20    | 5,00  | 5,00  | 16  | 61,42 |
| Cadre 71/2          | Rafael Garcia       | –   | 2:0      | 200  | 10    | 20,00 | 20,00 | 87  | 56,66 |
| Cadre 71/2          | Nobuaki Kobayashi   | –   | 0:2      | 198  | 10    | 19,80 | –     | 125 | 56,00 |
| Dreiband            | Cayo Munoz          | –   | 2:0(2:0) | 30   | 35    | 0,857 | 0,857 | 5   | 69,00 |
| Dreiband            | Reiji Ichinose      | –   | 0:2(0:2) | 21   | 34    | 0,617 | –     | 3   | 21,70 |

| Disziplin              | Name                   | MP  | PP       | Pkt. | Aufn. | GD     | BED    | HS  | VGD    |
| ---------------------- | ---------------------- | --- | -------- | ---- | ----- | ------ | ------ | --- | ------ |
| (250,98) A vs. (70,38) | (250,98) A vs. (70,38) | 2:0 | 6:0      |      |       |        |        |     |        |
| Einband                | Wolfgang Zenkner       | –   | 2:0      | 100  | 12    | 8,33   | 8,33   | 35  | 125,75 |
| Einband                | Yoichiro Mori          | –   | 0:2      | 61   | 12    | 5,08   | –      | 16  | 62,57  |
| Cadre 71/2             | Fabian Blondeel        | –   | 2:0      | 200  | 2     | 100,00 | 100,00 | 126 | 350,00 |
| Cadre 71/2             | Nobuaki Kobayashi      | –   | 0:2      | 81   | 2     | 40,50  | –      | 41  | 118,57 |
| Dreiband               | Hans-Jürgen Kühl       | –   | 2:0(2:0) | 30   | 21    | 1,428  | 1,428  | 7   | 277,20 |
| Dreiband               | Reiji Ichinose         | –   | 0:2(0:2) | 14   | 20    | 0,700  | –      | 3   | 30,00  |

| Disziplin              | Name                   | MP  | PP       | Pkt. | Aufn. | GD    | BED   | HS | VGD    |
| ---------------------- | ---------------------- | --- | -------- | ---- | ----- | ----- | ----- | -- | ------ |
| (113,26) A vs. (58,68) | (113,26) A vs. (58,68) | 2:0 | 4:2      |      |       |       |       |    |        |
| Einband                | Wolfgang Zenkner       | –   | 0:2      | 15   | 14    | 1,07  | –     | 6  | 5,94   |
| Einband                | José Albert            | –   | 2:0      | 100  | 14    | 7,14  | 7,14  | 31 | 96,80  |
| Cadre 71/2             | Fabian Blondeel        | –   | 2:0      | 200  | 10    | 20,00 | 20,00 | 60 | 56,66  |
| Cadre 71/2             | Rafael Garcia          | –   | 0:2      | 63   | 10    | 6,30  | –     | 19 | 12,60  |
| Dreiband               | Hans-Jürgen Kühl       | –   | 2:0(2:0) | 30   | 21    | 1,428 | 1,428 | 6  | 277,20 |
| Dreiband               | Cayo Munoz             | –   | 0:2(0:2) | 17   | 20    | 0,850 | –     | 8  | 66,66  |

| Platz | Land          | MP  | PP   | VMGD   | BVMGD  |
| ----- | ------------- | --- | ---- | ------ | ------ |
| 1     | Deutschland A | 4:0 | 10:2 | 142,80 | 250,98 |
| 2     | Spanien       | 2:2 | 6:6  | 58,18  | –      |
| 3     | Japan         | 0:4 | 2:10 | 51,38  | –      |

### Gruppe B
| Disziplin             | Name                  | MP  | PP       | Pkt. | Aufn. | GD    | BED   | HS | VGD   |
| --------------------- | --------------------- | --- | -------- | ---- | ----- | ----- | ----- | -- | ----- |
| (88,13) B vs. (28,13) | (88,13) B vs. (28,13) | 2:0 | 6:0      |      |       |       |       |    |       |
| Einband               | Thomas Wildförster    | –   | 2:0      | 100  | 17    | 5,88  | 5,88  | 28 | 74,00 |
| Einband               | Armin Grimm           | –   | 0:2      | 50   | 17    | 2,94  | –     | 12 | 28,80 |
| Cadre 71/2            | Martin Horn           | –   | 2:0      | 200  | 6     | 33,33 | 33,33 | 92 | 98,08 |
| Cadre 71/2            | Sotiris Psiskonis     | –   | 0:2      | 74   | 6     | 12,33 | –     | 24 | 31,10 |
| Dreiband              | Christian Rudolph     | –   | 2:0(2:0) | 30   | 32    | 0,937 | 0,937 | 8  | 92,33 |
| Dreiband              | Andreas Efler         | –   | 0:2(0:2) | 20   | 31    | 0,645 | –     | 3  | 24,50 |

| Disziplin            | Name                 | MP  | PP       | Pkt. | Aufn. | GD    | BED   | HS  | VGD    |
| -------------------- | -------------------- | --- | -------- | ---- | ----- | ----- | ----- | --- | ------ |
| (133,31) vs. (29,89) | (133,31) vs. (29,89) | 2:0 | 6:0      |      |       |       |       |     |        |
| Einband              | Frédéric Caudron     | –   | 2:0      | 100  | 14    | 7,14  | 7,14  | 34  | 117,14 |
| Einband              | Armin Grimm          | –   | 0:2      | 64   | 14    | 4,57  | –     | 13  | 55,28  |
| Cadre 71/2           | Eddy Leppens         | –   | 2:0      | 200  | 5     | 40,00 | 40,00 | 102 | 117,14 |
| Cadre 71/2           | Sotiris Psiskonis    | –   | 0:2      | 7    | 5     | 1,40  | –     | 3   | 2,80   |
| Dreiband             | Kurt Ceulemans       | –   | 2:0(2:0) | 30   | 25    | 1,200 | 1,200 | 5   | 186,00 |
| Dreiband             | Andreas Efler        | –   | 0:2(0:2) | 17   | 24    | 0,708 | –     | 4   | 31,60  |

| Disziplin              | Name                   | MP  | PP       | Pkt. | Aufn. | GD    | BED   | HS  | VGD    |
| ---------------------- | ---------------------- | --- | -------- | ---- | ----- | ----- | ----- | --- | ------ |
| (119,74) vs. B (74,90) | (119,74) vs. B (74,90) | 2:0 | 4:2      |      |       |       |       |     |        |
| Einband                | Frédéric Caudron       | –   | 2:0      | 100  | 10    | 10,00 | 10,00 | 30  | 179,23 |
| Einband                | Thomas Wildförster     | –   | 0:2      | 37   | 10    | 3,70  | –     | 8   | 41,66  |
| Cadre 71/2             | Eddy Leppens           | –   | 2:0      | 200  | 4     | 50,00 | 50,00 | 155 | 150,00 |
| Cadre 71/2             | Martin Horn            | –   | 0:2      | 109  | 4     | 27,25 | –     | 91  | 80,71  |
| Dreiband               | Kurt Ceulemans         | –   | 0:2(0:2) | 21   | 30    | 0,700 | –     | 3   | 30,00  |
| Dreiband               | Christian Rudolph      | –   | 2:0(2:0) | 30   | 31    | 0,967 | 0,967 | 7   | 102,33 |

| Platz | Land          | MP  | PP   | VMGD   | BVMGD  |
| ----- | ------------- | --- | ---- | ------ | ------ |
| 1     | Belgien       | 4:0 | 10:2 | 114,45 | 133,31 |
| 2     | Deutschland B | 2:2 | 8:4  | 88,63  | 88,13  |
| 3     | Schweiz       | 0:4 | 0:12 | 27,69  | –      |

### Gruppe C
| Disziplin             | Name                  | MP  | PP       | Pkt. | Aufn. | GD    | BED   | HS | VGD    |
| --------------------- | --------------------- | --- | -------- | ---- | ----- | ----- | ----- | -- | ------ |
| (155,55) vs. (27,77 ) | (155,55) vs. (27,77 ) | 2:0 | 6:0      |      |       |       |       |    |        |
| Einband               | Antonio Oddo          | –   | 2:0      | 100  | 23    | 4,34  | 4,34  | 22 | 52,00  |
| Einband               | Mohsen Fouda          | –   | 0:2      | 73   | 23    | 3,17  | –     | 15 | 32,83  |
| Cadre 71/2            | Luigi Natale          | –   | 2:0      | 200  | 13    | 15,38 | 15,38 | 49 | 42,26  |
| Cadre 71/2            | Zein Abdou            | –   | 0:2      | 50   | 13    | 3,84  | –     | 11 | 7,68   |
| Dreiband              | Marco Zanetti         | –   | 2:0(2:0) | 30   | 18    | 1,666 | 1,666 | 5  | 372,40 |
| Dreiband              | Maged Elias           | –   | 0:2(0:2) | 13   | 17    | 0,764 | –     | 4  | 42,80  |

| Disziplin            | Name                 | MP  | PP       | Pkt. | Aufn. | GD    | BED   | HS  | VGD    |
| -------------------- | -------------------- | --- | -------- | ---- | ----- | ----- | ----- | --- | ------ |
| (106,69) vs. (25,87) | (106,69) vs. (25,87) | 2:0 | 6:0      |      |       |       |       |     |        |
| Einband              | Jos Bongers          | –   | 2:0      | 100  | 13    | 7,69  | 7,69  | 41  | 109,75 |
| Einband              | Mohsen Fouda         | –   | 0:2      | 54   | 13    | 4,15  | –     | 14  | 49,16  |
| Cadre 71/2           | Piet Adrichem        | –   | 2:0      | 200  | 10    | 20,00 | 20,00 | 102 | 56,66  |
| Cadre 71/2           | Zein Abdou           | –   | 0:2      | 105  | 10    | 10,50 | –     | 40  | 22,50  |
| Dreiband             | Dick Jaspers         | –   | 2:0(2:0) | 30   | 27    | 1,111 | 1,111 | 6   | 153,66 |
| Dreiband             | ? Atia (E)           | –   | 0:2(0:2) | 7    | 26    | 0,269 | –     | 2   | 5,97   |

| Disziplin            | Name                 | MP  | PP       | Pkt. | Aufn. | GD    | BED   | HS | VGD    |
| -------------------- | -------------------- | --- | -------- | ---- | ----- | ----- | ----- | -- | ------ |
| (182,33) vs. (99,22) | (182,33) vs. (99,22) | 2:0 | 6:0      |      |       |       |       |    |        |
| Einband              | Jos Bongers          | –   | 2:0      | 100  | 9     | 11,11 | 11,11 | 43 | 213,13 |
| Einband              | Antonio Oddo         | –   | 0:2      | 91   | 9     | 10,11 | –     | 41 | 179,66 |
| Cadre 71/2           | Piet Adrichem        | –   | 2:0      | 200  | 10    | 20,00 | 20,00 | 68 | 56,66  |
| Cadre 71/2           | Luigi Natale         | –   | 0:2      | 142  | 10    | 14,20 | –     | 45 | 38,00  |
| Dreiband             | Dick Jaspers         | –   | 2:0(2:0) | 30   | 21    | 1,428 | 1,428 | 13 | 277,20 |
| Dreiband             | Marco Zanetti        | –   | 0:2(0:2) | 18   | 20    | 0,900 | –     | 4  | 80,00  |

| Platz | Land        | MP  | PP   | VMGD   | BVMGD  |
| ----- | ----------- | --- | ---- | ------ | ------ |
| 1     | Niederlande | 4:0 | 12:0 | 136,09 | 182,33 |
| 2     | Italien     | 2:2 | 6:6  | 107,44 | 155,55 |
| 3     | Ägypten     | 0:4 | 0:12 | 21,04  | –      |

### Gruppe D
| Disziplin            | Name                 | MP  | PP       | Pkt. | Aufn. | GD    | BED   | HS | VGD    |
| -------------------- | -------------------- | --- | -------- | ---- | ----- | ----- | ----- | -- | ------ |
| (84,94) vs. (25,22 ) | (84,94) vs. (25,22 ) | 2:0 | 6:0      |      |       |       |       |    |        |
| Einband              | Brahim Djoubri       | –   | 2:0      | 100  | 33    | 3,03  | 3,03  | 13 | 30,50  |
| Einband              | Jan Musil            | –   | 0:2      | 75   | 33    | 2,27  | –     | 16 | 16,57  |
| Cadre 71/2           | Jean Arnaud          | –   | 2:0      | 200  | 10    | 20,00 | 20,00 | 80 | 56,66  |
| Cadre 71/2           | Herman Onderka       | –   | 0:2      | 178  | 10    | 17,80 | –     | 76 | 49,33  |
| Dreiband             | Robert Weingart      | –   | 2:0(2:0) | 30   | 26    | 1,153 | 1,153 | 7  | 167,66 |
| Dreiband             | Ivo Gazdos           | –   | 0:2(0:2) | 11   | 25    | 0,440 | –     | 3  | 9,77   |

| Disziplin            | Name                 | MP  | PP       | Pkt. | Aufn. | GD    | BED   | HS | VGD    |
| -------------------- | -------------------- | --- | -------- | ---- | ----- | ----- | ----- | -- | ------ |
| (164,16) vs. (34,12) | (164,16) vs. (34,12) | 2:0 | 6:0      |      |       |       |       |    |        |
| Einband              | Franz Stenzel        | –   | 2:0      | 100  | 13    | 7,69  | 7,69  | 47 | 109,75 |
| Einband              | Jan Musil            | –   | 0:2      | 13   | 13    | 1,00  | –     | 6  | 5,55   |
| Cadre 71/2           | Stephan Horvath      | –   | 2:0      | 200  | 12    | 16,66 | 16,66 | 92 | 45,53  |
| Cadre 71/2           | Herman Onderka       | –   | 0:2      | 119  | 12    | 9,91  | –     | 51 | 19,82  |
| Dreiband             | Christoph Pilss      | –   | 2:0(2:0) | 30   | 19    | 1,578 | 1,578 | 7  | 337,20 |
| Dreiband             | Robert Weingart      | –   | 0:2(0:2) | 23   | 28    | 0,821 | –     | 3  | 77,00  |

| Disziplin            | Name                 | MP  | PP       | Pkt. | Aufn. | GD     | BED    | HS  | VGD    |
| -------------------- | -------------------- | --- | -------- | ---- | ----- | ------ | ------ | --- | ------ |
| (187,28) vs. (52,53) | (187,28) vs. (52,53) | 2:0 | 6:0      |      |       |        |        |     |        |
| Einband              | Franz Stenzel        | –   | 2:0      | 100  | 15    | 6,66   | 6,66   | 36  | 87,20  |
| Einband              | Brahim Djoubri       | –   | 0:2      | 43   | 15    | 2,86   | –      | 27  | 27,66  |
| Cadre 71/2           | Stephan Horvath      | –   | 2:0      | 200  | 2     | 100,00 | 100,00 | 121 | 350,00 |
| Cadre 71/2           | Jean Arnaud          | –   | 0:2      | 50   | 2     | 25,00  | –      | 50  | 73,33  |
| Dreiband             | Christoph Pilss      | –   | 2:0(2:0) | 30   | 29    | 1,034  | 1,034  | 4   | 124,66 |
| Dreiband             | Robert Weingart      | –   | 0:2(0:2) | 23   | 28    | 0,821  | –      | 3   | 56,66  |

| Platz | Land             | MP  | PP   | VMGD   | BVMGD  |
| ----- | ---------------- | --- | ---- | ------ | ------ |
| 1     | Österreich       | 4:0 | 12:0 | 128,20 | 187,28 |
| 2     | Frankreich       | 2:2 | 6:6  | 65,27  | 84,94  |
| 3     | Tschechoslowakei | 0:4 | 0:12 | 23,09  | –      |

### Halbfinale
| Disziplin              | Name                   | MP  | PP       | Pkt. | Aufn. | GD    | BED   | HS | VGD    |
| ---------------------- | ---------------------- | --- | -------- | ---- | ----- | ----- | ----- | -- | ------ |
| (122,84) vs. A (96,69) | (122,84) vs. A (96,69) | 2:0 | 4:2      |      |       |       |       |    |        |
| Einband                | Frédéric Caudron       | –   | 2:0      | 100  | 11    | 9,09  | 9,09  | 23 | 148,28 |
| Einband                | Wolfgang Zenkner       | –   | 0:2      | 48   | 11    | 4,36  | –     | 23 | 52,28  |
| Cadre 71/2             | Eddy Leppens           | –   | 0:2      | 29   | 5     | 5,80  | –     | 13 | 11,60  |
| Cadre 71/2             | Fabian Blondeel        | –   | 2:0      | 200  | 5     | 40,00 | 40,00 | 86 | 117,14 |
| Dreiband               | Kurt Ceulemans         | –   | 2:0(3:1) | 57   | 45    | 1,266 | 1,266 | 7  | 208,66 |
| Dreiband               | Hans-Jürgen Kühl       | –   | 0:2(1:3) | 45   | 44    | 1,022 | –     | 7  | 120,66 |

| Disziplin             | Name                  | MP  | PP       | Pkt. | Aufn. | GD    | BED   | HS  | VGD    |
| --------------------- | --------------------- | --- | -------- | ---- | ----- | ----- | ----- | --- | ------ |
| (249,76) vs. (154,57) | (249,76) vs. (154,57) | 2:0 | 4:2      |      |       |       |       |     |        |
| Einband               | Franz Stenzel         | –   | 2:0      | 100  | 4     | 25,00 | 25,00 | 51  | 610,00 |
| Einband               | Jos Bongers           | –   | 0:2      | 36   | 4     | 9,00  | –     | 30  | 145,71 |
| Cadre 71/2            | Stephan Horvath       | –   | 2:0      | 200  | 6     | 33,33 | 33,33 | 123 | 98,08  |
| Cadre 71/2            | Piet Adrichem         | –   | 0:2      | 36   | 6     | 6,00  | –     | 28  | 12,00  |
| Dreiband              | Christoph Pilss       | –   | 0:2(1:3) | 28   | 37    | 0,756 | –     | 5   | 41,20  |
| Dreiband              | Dick Jaspers          | –   | 2:0(3:1) | 57   | 38    | 1,500 | 1,500 | 8   | 306,00 |

### Finalspiele
| Disziplin               | Name                    | MP  | PP       | Pkt.    | Aufn. | GD    | BED   | HS  | VGD    |
| ----------------------- | ----------------------- | --- | -------- | ------- | ----- | ----- | ----- | --- | ------ |
| (255,76) vs. A (194,61) | (255,76) vs. A (194,61) | 2:0 | 4:2      |         |       |       |       |     |        |
| Einband                 | Jos Bongers             | –   | 0:2      | 55      | 6     | 9,16  | –     | 23  | 150,40 |
| Einband                 | Wolfgang Zenkner        | –   | 2:0      | 100     | 6     | 16,66 | 16,66 | 81  | 371,71 |
| Cadre 71/2              | Piet Adrichem           | –   | 2:0      | 200(20) | 7     | 28,57 | 28,57 | 53  | 84,48  |
| Cadre 71/2              | Fabian Blondeel         | –   | 0:2      | 200(0)  | 7     | 28,57 | 28,57 | 101 | 84,48  |
| Dreiband                | Dick Jaspers            | –   | 2:0(3:1) | 52      | 24    | 2,166 | 2,166 | 8   | 532,40 |
| Dreiband                | Hans-Jürgen Kühl        | –   | 0:2(1:3) | 24      | 23    | 1,043 | –     | 6   | 127,66 |

| Disziplin            | Name                 | MP  | PP       | Pkt. | Aufn. | GD    | BED   | HS  | VGD    |
| -------------------- | -------------------- | --- | -------- | ---- | ----- | ----- | ----- | --- | ------ |
| (115,82) vs. (72,88) | (115,82) vs. (72,88) | 2:0 | 4:2      |      |       |       |       |     |        |
| Einband              | Franz Stenzel        | –   | 0:2      | 95   | 15    | 6,33  | –     | 16  | 80,60  |
| Einband              | Frédéric Caudron     | –   | 2:0      | 100  | 15    | 6,66  | 6,66  | 32  | 87,20  |
| Cadre 71/2           | Stephan Horvath      | –   | 2:0      | 200  | 7     | 28,57 | 28,57 | 143 | 84,48  |
| Cadre 71/2           | Eddy Leppens         | –   | 0:2      | 99   | 7     | 14,14 | –     | 32  | 37,13  |
| Dreiband             | Christoph Pilss      | –   | 2:0(3:1) | 56   | 47    | 1,191 | 1,191 | 7   | 182,40 |
| Dreiband             | Kurt Ceulemans       | –   | 0:2(1:3) | 43   | 46    | 0,934 | –     | 3   | 94,33  |

## Abschlusstabelle
| Platz | Land             | Spiele | G-U-V | MP  | PP    | VMGD   | BVMGD  |
| ----- | ---------------- | ------ | ----- | --- | ----- | ------ | ------ |
| 1     | Österreich       | 4      | 4-0-0 | 8:0 | 20:4  | 120,32 | 187,28 |
| 2     | Belgien          | 4      | 3-0-1 | 6:2 | 16:8  | 105,32 | 133,51 |
| 3     | Niederlande      | 4      | 3-0-1 | 6:2 | 18:6  | 174,30 | 182,33 |
| 4     | Deutschland A    | 4      | 2-0-2 | 4:4 | 14:10 | 108,29 | 250,98 |
| 5     | Deutschland B    | 2      | 1-0-1 | 2:2 | 8:4   | 83,63  | 88,13  |
| 6     | Italien          | 2      | 1-0-1 | 2:2 | 6:6   | 107,44 | 155,55 |
| 7     | Frankreich       | 2      | 1-0-1 | 2:2 | 6:6   | 65,27  | 84,94  |
| 8     | Spanien          | 2      | 1-0-1 | 2:2 | 6:6   | 58,18  | –      |
| 9     | Japan            | 2      | 0-0-2 | 0:4 | 2:10  | 51,38  | –      |
| 10    | Schweiz          | 2      | 0-0-2 | 0:4 | 0:12  | 27,69  | –      |
| 11    | Tschechoslowakei | 2      | 0-0-2 | 0:4 | 0:12  | 23,09  | –      |
| 12    | Ägypten          | 2      | 0-0-2 | 0:4 | 0:12  | 21,04  | –      |

## Einzel-Ranglisten
| Platz | Name               | MP  | Pkte. | Aufn. | GD   | BED   | HS |
| ----- | ------------------ | --- | ----- | ----- | ---- | ----- | -- |
| 1     | Frédéric Caudron   | 8:0 | 400   | 50    | 8,00 | 10,00 | 34 |
| 2     | Franz Stenzel      | 6:2 | 395   | 47    | 8,40 | 25,00 | 51 |
| 3     | Jos Bongers        | 4:4 | 291   | 32    | 9,09 | 11,11 | 43 |
| 4     | Wolfgang Zenkner   | 4:4 | 263   | 43    | 6,11 | 16,66 | 81 |
| 5     | Antonio Oddo       | 2:2 | 191   | 32    | 5,96 | 4,34  | 41 |
| 6     | José Albert        | 2:2 | 197   | 34    | 5,79 | 7,14  | 31 |
| 7     | Thomas Wildförster | 2:2 | 137   | 27    | 5,07 | 5,88  | 28 |
| 8     | Yoichiro Mori      | 2:2 | 161   | 32    | 5,03 | 5,00  | 16 |
| 9     | Brahim Djoubri     | 2:2 | 143   | 48    | 2,97 | 3,03  | 27 |
| 10    | Armin Grimm        | 0:4 | 114   | 31    | 3,67 | –     | 13 |
| 11    | Mohsen Fouda       | 0:4 | 127   | 36    | 3,52 | –     | 15 |
| 12    | Jan Musil          | 0:4 | 88    | 46    | 1,91 | –     | 16 |

| Platz | Name              | MP  | Pkte. | Aufn. | GD    | BED    | HS  |
| ----- | ----------------- | --- | ----- | ----- | ----- | ------ | --- |
| 1     | Stephan Horvath   | 8:0 | 800   | 27    | 29,62 | 100,00 | 143 |
| 2     | Fabian Blondeel   | 6:2 | 800   | 24    | 33,33 | 100,00 | 126 |
| 3     | Piet Adrichem     | 6:2 | 636   | 33    | 19,27 | 28,57  | 102 |
| 4     | Eddy Leppens      | 4:4 | 528   | 21    | 25,14 | 50,00  | 155 |
| 5     | Martin Horn       | 2:2 | 309   | 10    | 30,90 | 33,33  | 92  |
| 6     | Jean Arnaud       | 2:2 | 250   | 12    | 20,83 | 20,00  | 80  |
| 7     | Luigi Natale      | 2:2 | 342   | 23    | 14,86 | 15,38  | 49  |
| 8     | Rafael Garcia     | 2:2 | 263   | 20    | 13,15 | 20,00  | 87  |
| 9     | Nobuaki Kobayashi | 0:4 | 279   | 12    | 23,25 | –      | 125 |
| 10    | Herman Onderka    | 0:4 | 297   | 22    | 13,50 | –      | 76  |
| 11    | Sotoris Psiskonis | 0:4 | 81    | 11    | 7,36  | –      | 24  |
| 12    | Zein Abdou        | 0:4 | 155   | 23    | 6,73  | –      | 40  |

| Platz | Name              | MP  | SP   | Pkte. | Aufn. | GD    | BED   | HS |
| ----- | ----------------- | --- | ---- | ----- | ----- | ----- | ----- | -- |
| 1     | Dick Jaspers      | 8:0 | 10:2 | 169   | 110   | 1,536 | 2,166 | 13 |
| 2     | Christoph Pilss   | 6:2 | 8:4  | 144   | 134   | 1,074 | 1,578 | 7  |
| 3     | Christian Rudolph | 4:0 | 4:0  | 60    | 63    | 0,952 | 0,967 | 8  |
| 4     | Hans-Jürgen Kühl  | 4:4 | 6:6  | 129   | 109   | 1,183 | 1,428 | 7  |
| 5     | Kurt Ceulemans    | 4:4 | 6:6  | 151   | 146   | 1,034 | 1,266 | 7  |
| 6     | Marco Zanetti     | 2:2 | 2:2  | 48    | 38    | 1,263 | 1,666 | 5  |
| 7     | Robert Weingart   | 2:2 | 2:2  | 53    | 54    | 0,981 | 1,153 | 7  |
| 8     | Cayo Munoz        | 2:2 | 2:2  | 47    | 55    | 0,854 | 0857  | 8  |
| 9     | Elias Maged       | 0:2 | 0:2  | 13    | 17    | 0,764 | –     | 4  |
| 10    | Andreas Efler     | 0:4 | 0:4  | 37    | 55    | 0,672 | –     | 4  |
| 11    | Reiji Ichinose    | 0:4 | 0:4  | 35    | 54    | 0,648 | –     | 3  |
| 12    | Ivo Gazdos        | 0:4 | 0:4  | 27    | 43    | 0,627 | –     | 6  |
| 13    | ? Atia (E)        | 0:2 | 0:2  | 7     | 26    | 0,269 | –     | 2  |